# 梅洛葡萄

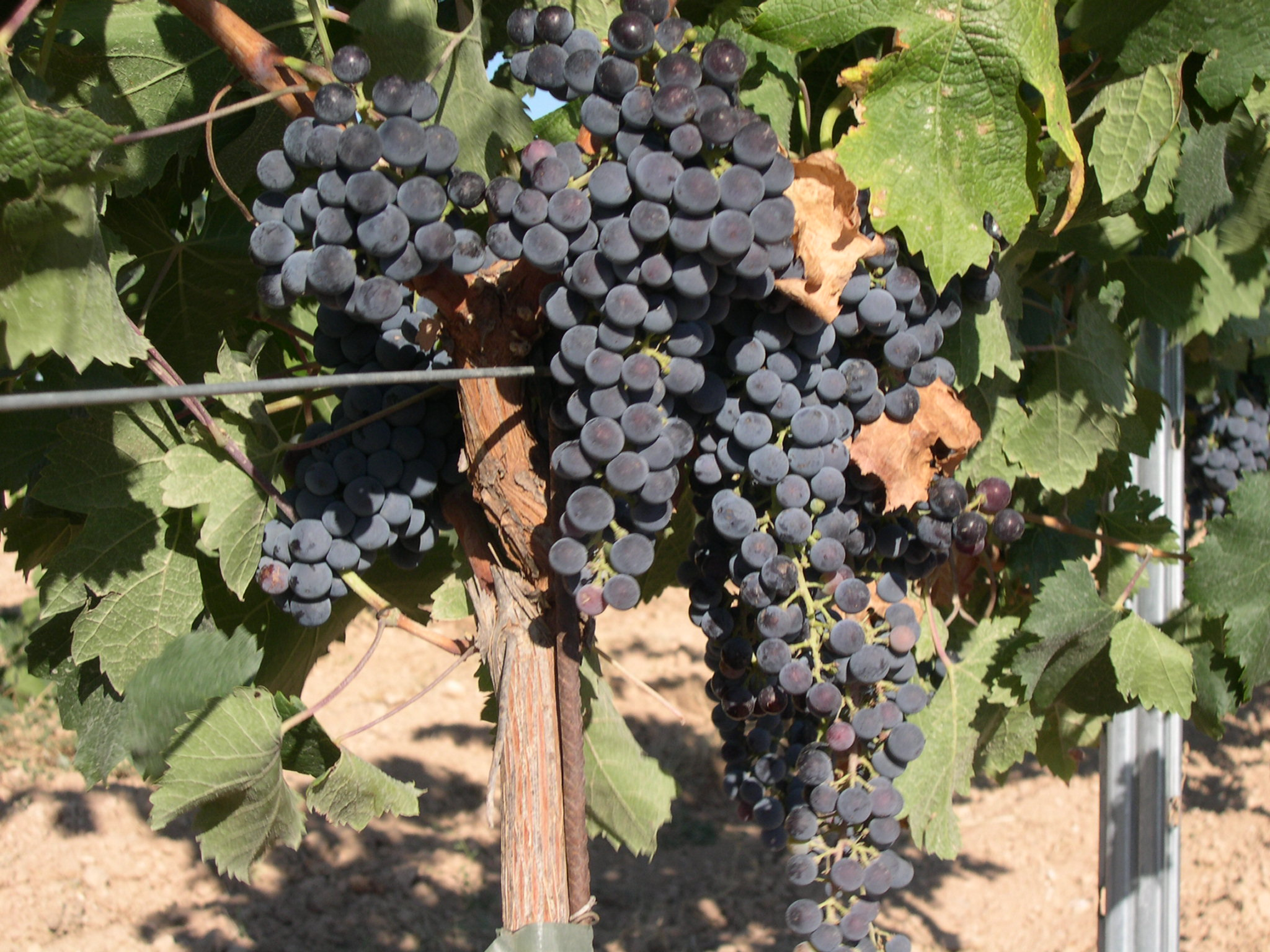
梅洛葡萄

梅洛（英語：Merlot），也稱作美露、美乐或梅鹿辄，香港慣稱為梅鹿，是一種釀酒葡萄（Vitis vinifera ）。起源地是法國波爾多右岸，是法國最為廣泛種植的葡萄品種，也是波尔多种植面积最广的品种。單品種梅洛釀的葡萄酒，通常有絲絨般柔和的口感，具有梅子氣息，其陳釀成熟速度快於赤霞珠。在意大利、瑞士、美国、南非、阿根廷、中国皆有种植。
梅洛在波尔多通常与其他品红混合酿制红葡萄酒，新世界国家单品种较为常见，它单宁含量低于赤霞珠，所以酒体较为柔和。果香较为浓郁。

## 歷史
最早有關梅洛的記載是在波爾多官方記錄：用它所釀造的1784年產的酒被視為裡布奈（Libournais）地區最好的酒，那时候他被称为merlau。它的名字來自奧西坦文“梅洛（merlòt）”，寓意是小烏鴉（“merle”在法文中代表了多種鴉類），名字的由來也因為葡萄本身漂亮的烏藍色，另有一種說法，是因為烏鴉對這種葡萄的青睞。在1855年，意大利威尼斯第一次出現了關於梅洛的名字。19世紀時，梅洛葡萄從波爾多被帶到了瑞士，並在1905年到1910年，被瑞士的Ticino州記錄在案。在20世紀90年代，梅洛在美國人氣高漲，它的人氣主要源於它相對更容易被品嚐，因為它柔軟的口感和外形，讓它更被喝葡萄酒的人接受。
梅洛也属于carmenets一族。它第一次被正式记录是在18世纪，1789年在巴黎卢森堡公园它被人记录为bigney rouge。
梅洛的起源比较复杂，应该是在公元2-3世纪被罗马人发现。2009年美国加州大学戴维斯分校以及法国高等农业研究院共同解析梅洛原始基因。它应该是品丽珠（cabernet franc）和Magdeleine noire des Charentes的后代。

## 发展
梅洛种植面积逐渐增加在2010年已经有250000公顷。
截至1999年共培育克隆系294个，科学家还通过梅洛（merlot）和folle blanche培育出白美乐（merlot blanc）。

## 别名
在欧洲其名称复杂有bégney, bigney, bigney rouge, crabutet, langon, médoc noir, merlau, merle petite, merlô, merlot noir, merlott, odzalesi, petit Merle, plant du Médoc, plant Médoc, Saint-Macaire, sème de la Canau, sème Dou Flube, sémillon Rouge, semilhoun rouge, vitraille.
华语地区因为翻译有梅乐，美露，美乐，梅鹿辄，梅鹿。

## 种植
梅洛适应性强，抗病虫害能力强，全球可大范围种植。

### 植物学特性
嫩叶绿色富有绒毛。成叶深绿色楔形，叶裂深呈U型，
果实圆形，果实中等大于赤霞珠，且果皮较薄。

### 土壤
在粘土以及石灰石土壤表现好，如果土质特别肥沃如淤泥、河泥类应控制好产量及树形防止其徒长，降低果实品质。

### 抗病性
因为萌芽早于赤霞珠应注意防止冻害，以及k元素缺乏导致的黄叶。对霜霉病、灰霉病抗性也较差需要注意。

## 酿造
成熟期早于赤霞珠，果实含糖量略低于赤霞珠，因为果皮薄单宁含量低于赤霞珠，发酵时应注意氧化，为了保持果香发酵温度约为26-28度之间，后浸渍时间也较赤霞珠短，通常为7天左右。需要苹果酸乳酸发酵。很少用来酿制甜酒和起泡酒。二氧化碳浸渍法在新世界国家有应用。
陈酿可在橡木桶中进行，为保证果香，罕见使用新桶的。陈酿时间约为6月到12个月。也有酒庄使用900L大桶陈酿。一般美鹿辄为果香型及时饮用型葡萄酒，大多数时候在不锈钢罐内储存。
在波尔多梅鹿辄多于赤霞珠调配，新世界国家单一品种较多。

## 特點
梅洛的顏色比赤霞珠少了一些藍黑的色調，皮更薄，單寧更少。相比赤霞珠而言，梅洛的果肉更甜，果酸更低。
梅洛釀造的葡萄酒其香氣往往具有櫻桃、草莓、黑莓以及桑椹的氣息。用單品種梅洛釀造出來的新鮮型葡萄酒，呈漂亮的深寶石紅帶微紫色，果香濃郁，酒香優雅，酒質柔順，早熟易飲。
梅洛生長在寒冷的土壤裡，特別是在含鐵量較高的粘土中。當梅洛藤遭受類似於霜凍的不良影響時，它反而往往會早芽，它薄薄的葡萄皮讓它更容易腐爛。梅洛的一個明顯特點是，它從半熟到完全成熟，有時候只需要幾天時間。

## 類型
梅洛葡萄釀造的酒有三種類型：
- 柔和的，果味豐富，單寧含量少
- 果味重組，富含單寧並且單寧結構明顯
- 色澤偏棕，具有赤霞珠風格的類型

## 世界各地
法国种植面积有10000公顷，其中波尔多及西南产区占68000公顷，尤其以波尔多右岸波美侯及圣爱美浓为主要种植区（著名的petrus种植95%的梅鹿辄），朗格多克占25000公顷。瑞士也有少量种植大概300公顷。意大利、匈牙利、罗马尼亚、斯洛文尼亚等都有少量种植。美国加州和纽约有种植，主要以gallo和mondavi这两个葡萄酒品牌为主，在美国推广梅鹿辄。在南非梅鹿辄通常与赤霞珠混合酿造波尔多风格的红酒。智利、澳大利亚、新西兰乃至中国都有种植。